# Örja landskommun
Örja landskommun var en tidigare kommun i dåvarande Malmöhus län.

## Administrativ historik
Kommunen bildades i Örja socken i Rönnebergs härad i Skåne när 1862 års kommunalförordningar trädde i kraft. 
Vid kommunreformen 1952 uppgick kommunen i Härslövs landskommun som 1974 uppgick i Landskrona kommun.

## Politik

### Mandatfördelning i Örja landskommun 1938-1946
| 14 | 1 |

| 13 |

| 5 | 10 |

| 14 |

| 15 |

| 13 |